# Pudzian Band
Pudzian Band grupo de rock polaco formado en 2005 por el atleta de fuerza Mariusz Pudzianowski  con su hermano Krystian Pudzianowski (cantante actual del grupo), Ross Tweedy y Anna Brzozowska son los otros integrantes del grupo. Han realizado numerosas giras en los años 2006 y 2007 (en una ocasión fueron vistos por 19.000 personas, una cifra bastante alta) y han grabado una canción: "Zdobyć Świat", cuyo videoclip salió en diciembre de 2006.
Hoy en día su estilo musical es Disco Polo.

## Álbum
Primer álbum en el estilo Disco Polo.
2013 - Tak To Czuję:
| Track | Nombre del track       |
| 01    | Cała Sala              |
| 02    | Czuję Kiedy Jesteś     |
| 03    | Dawaj Na Maxa          |
| 04    | Dawaj Na Ring (2013)   |
| 05    | Idę Solo               |
| 06    | Dzień Za Dniem         |
| 07    | Kiedy Ty               |
| 08    | Po Prostu              |
| 09    | Podnieście W Górę Ręce |
| 10    | Tylko Dla Ciebie       |
| 11    | Wszystko Między Nami   |
| 12    | Żyję Jak Chcę          |
| 13    | Idę Solo (RMX)         |

## Sencillos
| Año  | Single                                            |
| 2006 | Zdobyć Świat [Estilo Rock Polaco]                 |
| 2007 | Baila Me... Yeh Yeh                               |
| 2007 | Po Prostu Sobą Bądź [Estilo Rock Polaco]          |
| 2007 | Takich Już Nie Ma (Feat. A2) [Estilo Rock Polaco] |
| 2011 | Idę Solo                                          |
| 2012 | Podnieście W Górę Ręce                            |
| 2013 | Cała Sala                                         |
| 2013 | Czuję Kiedy Jesteś                                |
| 2014 | Mój Aniele                                        |
| 2014 | Płonie Ogień W Nas                                |
| 2015 | Bądź Wierna Mi                                    |
| 2015 | Jesteś Wszystkim Co Dziś Mam                      |
| 2015 | Weekend Polaka                                    |
| 2016 | Całuj Mnie Do Rana                                |
| 2016 | Dziś Bawimy Się                                   |
| 2016 | Tylko Tobie Dam                                   |
| 2017 | Ta Dziewczyna To Szaleństwo                       |
| 2017 | Do Góry Ręce                                      |
| 2017 | Masz To Jak W Banku                               |
| 2018 | Usta Jak Maliny                                   |
| 2018 | Bierz, Bierz, Bierz                               |
| 2018 | Wnerwiona (Feat. Noizz Bros)                      |
| 2019 | Weź To Ogarnij                                    |
| 2019 | Ty Mi Robisz Dobrze                               |
| 2020 | Zakochałem Się                                    |

## Enlaces oficiales
Página oficial
Facebook oficial

## Formación
- Mariusz Pudzianowski
- Anna Brzozowska
- Krystian Pudzianowski
- Ross Tweedy

- Datos: Q7258406